# Samuel Portillo
Samuel Portillo Gómez (Asunción, Paraguay; 2 de mayo de 1994) es un futbolista argentino-paraguayo. Juega de delantero y su equipo actual es el Almirante Brown de la Primera B Nacional, a préstamo desde Deportivo Riestra.

## Trayectoria
Portillo migró a Argentina junto a su hermano donde trabajó como pintor. Comenzó a jugar fútbol en la Liga Platense. Fichó en el Villa San Carlos en la temporada 2018-19, dedicándose desde entonces solo al fútbol. Anotó seis goles en primer año en la Primera C, ganando el ascenso del equipo a la Primera B Metro esa temporada.
El 15 de febrero de 2021, Portillo fue cedido al Deportivo Riestra de la Primera B Nacional. Firmó con el equipo al año siguiente.

## Estadísticas
Actualizado al último partido disputado el 8 de octubre de 2023.
| Club                        | Div.          | Temporada     | Liga  | Liga  | Copas nacionales | Copas nacionales | Copas internacionales | Copas internacionales | Total | Total |
| Club                        | Div.          | Temporada     | Part. | Goles | Part.            | Goles            | Part.                 | Goles                 | Part. | Goles |
| --------------------------- | ------------- | ------------- | ----- | ----- | ---------------- | ---------------- | --------------------- | --------------------- | ----- | ----- |
| Villa San Carlos Argentina  | 4.ª           | 2019          | 20    | 6     | —                | —                | —                     | —                     | 20    | 6     |
| Villa San Carlos Argentina  | 3.ª           | 2019-20       | 21    | 3     | 0                | 0                | —                     | —                     | 21    | 3     |
| Villa San Carlos Argentina  | Total club    | Total club    | 41    | 9     | 0                | 0                | 0                     | 0                     | 41    | 9     |
| Deportivo Riestra Argentina | 2.ª           | 2021          | 16    | 0     | —                | —                | —                     | —                     | 16    | 0     |
| Deportivo Riestra Argentina | 2.ª           | 2022          | 9     | 1     | —                | —                | —                     | —                     | 9     | 1     |
| Deportivo Riestra Argentina | 2.ª           | 2023          | 7     | 0     | 1                | 0                | —                     | —                     | 8     | 0     |
| Deportivo Riestra Argentina | Total club    | Total club    | 32    | 1     | 1                | 0                | 0                     | 0                     | 33    | 1     |
| Total carrera               | Total carrera | Total carrera | 73    | 10    | 1                | 0                | 0                     | 0                     | 74    | 10    |